# Леандро Энрике
Леандро Энрике до Насименто (порт. Leandro Henrique do Nascimento более известный, как Леандриньо порт. Leandrinho; родился 11 октября 1998 года в Рибейран-Клару, Бразилия) — бразильский футболист, нападающий клуба «Ред Булл Брагантино».

## Клубная карьера
Энрике — воспитанник клубов «Итуано» и «Понте-Прета». 8 мая 2015 года в матче Кубка Бразилии против «Мото Клуб» Ленадриньо дебютировал за основной состав. В этом же поединке Энрике забил свой первый гол за клуб. 25 июня в матче против «Флуминенсе» он дебютировал в бразильской Серии A. 20 августа в поединке Южноамериканского кубка против «Шапекоэнсе» Леонадриньо забил гол.
В начале 2017 года он перешёл в итальянский «Наполи». Сумма трансфера составила 600 тыс. евро.
С 2020 года выступает за «Ред Булл Брагантино». В 2021 году этот клуб впервые в своей истории вышел в финал международного турнира — Южноамериканского кубка. Леандриньо в этой кампании сыграл в одном матче, выйдя на замену в конце финальной игры против «Атлетико Паранаэнсе».

## Международная карьера
В 2015 года в составе юношеской сборной Бразилии Леандриньо выиграл юношеский чемпионат Южной Америки в Парагвае. На турнире он сыграл в матчах против команд Венесуэлы, Эквадора, Перу, Аргентины, а также дважды Парагвая и Колумбии. В поединках против парагвайцев, колумбийцев, перуанцев и эквадорцев Энрике забил восемь голов и стал лучшим бомбардиром турнира.
В том же году Леандриньо принял участие в юношеском чемпионате мира в Чили. На турнире он сыграл в матчах против команд КНДР, Англии, Гвинеи, Новой Зеландии и Нигерии. В поединках против англичан и гвинейцев Энрике забил два гола.

## Достижения
Командные
- Финалист Южноамериканского кубка (1): 2021
- Победитель чемпионата Южной Америки для игроков не старше 17 лет (1): 2015

Личные
- Лучший бомбардир юношеского чемпионата Южной Америки (1): 2015 (8 голов)